# Aurich
Aurich é uma cidade da Alemanha localizada no distrito de Aurich, estado de Baixa Saxônia, próxima dos Países Baixos e do mar do Norte.

## Personalidades
- Rudolf Eucken (1846-1926), prémio Nobel da Literatura de 1908